# Leviapseudes leptodactylus
Leviapseudes leptodactylus is een naaldkreeftjessoort uit de familie van de Apseudidae. De wetenschappelijke naam van de soort is voor het eerst geldig gepubliceerd in 1886 door Beddard.